# 區 (法語圈)
區（法語： [aʁɔ̃dismɑ̃] ⓘ）是法國、比利時、海地、某些其他法语圈国家以及荷蘭的行政区划单位。

## 歐洲

### 法國
法國的101個省被劃分為342個區，粗略地可以翻譯為地區。 一個區的首府被稱為副省會（sous-préfecture）。 當一個區包含該部門的省會（préfecture）時，該省會是該區的首府，既作為副省會，又作為省會。

### 比利時
区是比利时的三级行政区划，位于省与市镇之间。比利时共有43个区。

### 荷蘭
在荷蘭，區是司法管轄區。

### 瑞士
自2010年以來，伯爾尼州的區（德語：amtsbezirk），在法語中稱為arrondissesment。

## 美洲

### 海地
截至2015年，海地的10個省細分為42個區

### 魁北克
在加拿大魁北克省，八個城市的城區被劃分為區（arrondissements），它們在英語中稱為 boroughs。 在魁北克，區是省級組織和認可的市轄區實體，擁有市長和議員。